# Kurianki Drugie
Kurianki Drugie – wieś w Polsce położona w województwie podlaskim, w powiecie suwalskim, w gminie Raczki.
| SIMC    | Nazwa    | Rodzaj    |
| ------- | -------- | --------- |
| 1013795 | Zarzecze | część wsi |

W latach 1975–1998 miejscowość administracyjnie należała do województwa suwalskiego.